# 박형준 (배우)
박형준(1970년 8월 31일 ~ )은 대한민국의 배우이다.

## 생애
1989년 연극배우 첫 데뷔하였고 이어 같은 해 1989년 MBC 문화방송 공채 19기 탤런트로 데뷔하였다. 닉네임은 풍개이다.

## 학력
- 현대고등학교 졸업
- 중앙대학교 체육교육과 학사
- 중앙대학교 대학원 체육교육과 체육학 석사

## 출연작

### 텔레비전 드라마, 시트콤
- 1989년 MBC TV 범죄실화극·드라마 《수사반장》 - 서울국세청 복무 방위병 역
- 1990년 MBC TV 미니시리즈 《춤추는 가얏고》
- 1991년 MBC TV 주말연속극 《무동이네 집》
- 1991년 MBC TV 아침드라마 《말로만 중산층》
- 1992년 KBS 2TV 청소년드라마 《맥랑시대》
- 1993년 SBS TV 청춘드라마 《열정시대》
- 1993년 MBC TV 특별기획드라마 《제3공화국》 ... 4.19 부상 학생 동지회 회원 역
- 1993년 SBS TV 주말극장 《산다는 것은》 - 풍개 역(첫 주연 작품)
- 1993년 SBS TV 주간드라마《열정시대》
- 1993년 SBS TV 주간시트콤 《오경장》
- 1994년 MBC TV 미니시리즈 《마지막 승부》 - 명성대 농구부 장용호 역
- 1994년 MBC TV 주간드라마 《종합병원》 - 내과 전공의 최용훈 역
- 1994년 MBC TV 미니시리즈 《도전》 - 신석우 역
- 1995년 KBS 2TV 미니시리즈 《또 하나의 시작》
- 1995년 HBS 케이블TV 드라마 《작은 영웅들》 - 최형준 역
- 1996년 SBS TV 일일드라마 《자전거를 타는 여자》 - 봉우일 역
- 1996년 MBC TV 주간연속극 《간이역》 - 양치수 역
- 1997년 SBS TV 월화드라마 《여자 (1997년 드라마)》-변봉수 역
- 1998년 SBS TV 주말극장 《사랑해 사랑해》
- 1998년 SBS TV 일일드라마 《7인의 신부》
- 1998년 SBS TV 일일드라마 《미우나 고우나》
- 1999년 SBS TV 일일드라마 《당신은 누구시길래》
- 1999년 MBC TV 주말연속극 《사랑해 당신을》
- 2000년 KBS 2TV 아침드라마 《내일은 맑음》
- 2000년 SBS TV 청춘시트콤 《골뱅이》
- 2001년 SBS TV 드라마스페셜 《순자》 - 재석 역
- 2001년 KBS 2TV 일일시트콤 《쌍둥이네》
- 2001년 SBS TV 일일드라마 《이 부부가 사는 법》 - 임준하 역
- 2001년 SBS TV 청춘시트콤 《딱좋아!》
- 2002년 MBC TV 수목미니시리즈 《그 햇살이 나에게》
- 2002년 MBC TV 아침드라마 《내 이름은 공주》 - 윤기원 역
- 2002년 EBS 1TV 청소년드라마 《학교 이야기 - 블루 짱》 - 선생님 역
- 2003년 SBS TV 특별기획 《태양속으로》
- 2003년 SBS TV 특별기획 《스크린》- 오광수 역
- 2003년 KBS 2TV 단막극 《드라마시티 - 불면증에게》 - 해준 역
- 2004년 KBS 2TV 단막극 《드라마시티 - 소나의 아름다운 빵집》 ... 김석주 역
- 2004년 KBS 1TV 일일연속극 《금쪽같은 내 새끼》 - 은수 역
- 2004년 MBC TV 특별기획드라마 《영웅시대》 - 박춘삼 역
- 2005년 KBS 2TV 단막극 《드라마시티 - 여우야 여우야》 - 최민서 역
- 2005년 KBS 2TV 단막극 《드라마시티 - 두 번째 첫사랑》 - 민규 역
- 2005년 KBS 2TV 아침드라마 《위험한 사랑》 - 김정현 역
- 2006년 SBS TV 특별기획 《사랑과 야망》
- 2006년 MBC TV 아침드라마 《있을 때 잘해!!》 - 오승현 역
- 2011년 KBS 2TV 아침드라마 《두근두근 달콤》 - 정도진 역
- 2012년 채널A 단막극 《해피앤드 101가지 부부이야기 - 내 사랑 프린스》 - 봉수 역
- 2012년 채널A 단막극 《해피앤드 101가지 부부이야기 - 못 말리는 이혼전쟁》 - 기철 역
- 2012년 KBS 1TV 전원드라마 《산 너머 남촌에는 2》 - 한상현 역
- 2012년 TV조선 일일시트콤 《웰컴 투 힐링타운》 - 허중 역
- 2012년 OCN 미니시리즈 《신의 퀴즈 시즌 3》〈제2화 호스피스〉 - 이 선생 역
- 2014년 SBS TV 아침연속극 《나만의 당신》 - 이준혁 역
- 2014년 KBS 2TV 어린이드라마 《마법 천자문》 - 손가락 역
- 2016년 KBS 2TV TV소설 《내 마음의 꽃비》 - 민승재 역
- 2016년 KBS 1TV 저녁일일드라마 《별난 가족》 - 강만수 역
- 2016년 tvN 월화드라마 《싸우자 귀신아》 - 의사 역
- 2016년 tvN 월화드라마 《혼술남녀》 - 심 교수 역
- 2018년 KBS 1TV 저녁일일드라마 《내일도 맑음》 - 박도경의 당숙 역
- 2021년 SBS TV 아침연속극 《아모르 파티 - 사랑하라, 지금》 - 장준호 역
- 2021년 KBS 1TV 대하드라마《태종 이방원》- 공양왕 역
- 2023년 KBS 2TV 일일드라마 《비밀의 여자》 - 남지석 역
- 2024년 tvN 월요드라마 《이젠 사랑할 수 있을까》
- 2025년 KBS 2TV 주말드라마 《독수리 5형제를 부탁해!》 - 특별출연

### 영화
- 1992년 《공룡 선생》 - 지섭 역
- 2021년 《간이역》 - 마케팅팀장 역

RELEASES

### 연극
- 1989년 《햄릿》 - 오즈리크 역(단역)

### 예능
- KBS 2TV 《퍼즐특급열차》 - 1994년 11월 14일 출연
- KBS 2TV 《체험 삶의 현장》 - 1995년 10월 16일 출연
- KBS 1TV 《가족오락관》 - 2001년 9월 8일, 2006년 11월 4일 출연
- MBC TV 《미스터리 음악쇼 복면가왕》 - 2020년 6월 14일 출연

### 광고
- 1992년 영에이지 심플리트
- 1992년 오리온 다이제스티브 초컬릿 (with 손지창)
- 1992년 오리온 쎄이영 (with 유호정)
- 1994년 오리온 덩키
- 1995년 나래이동통신 015 (소녀+고감도=女)
- 1996년 동양패션몰 - 겨울을 벗자
- 1996년 엘렉스컴퓨터 매킨토시
- 1996년 오리온 후라보노 트리플껌 - 강력해진 껌
- 1996년 상아제약 식품사업부 키노산 음료 "유" (feat 신윤정,곽진영,김나운,박주미)
- 199*년 한국몬테소리
- 2021년 당진 중앙메디컬타워 (feat 윤미라, 김시윤, 강채빈)

### 뮤지컬
- 2006년 《달고나》
- 2007년 《뮤직 인 마이 하트》
- 2008년 《시간에》
- 2009년 《더 씽 어바웃 맨》
- 2012년 《담배가게 아가씨》
- 2013년 《결혼》
- 2013년 《담배가게 아가씨》

### 라디오 프로그램
- 2015년 EBS 《EBS 책 읽는 라디오 낭독 시리즈》

### 텔레비전 프로그램
- MBC 《미스터리 음악쇼 복면가왕》- 덩크슛(참가자)

## 앨범
- 1집 SOMETHING ELSE(1994년) - 내 맘속의 너
- 2집 박형준 II(1995년) - 독립선언ⅠⅡ